# Journée Herzl
La Journée Herzl (hébreu : יום הרצל) est une fête nationale israélienne célébrée chaque année le dixième jour du mois hébraïque de Iyar, pour commémorer la vie et la vision du leader sioniste Theodor Herzl.

## Histoire
La Journée Herzl a été créée par la Knesset dans le cadre de la Loi Herzl. Selon cette loi, adoptée en juin 2004, la Journée Herzl sera célébrée une fois par an, le 10 Iyar, date de naissance de Theodor Herzl.
Ce jour-là, un service commémoratif d'État se tient sur le mont Herzl à Jérusalem ainsi que dans les camps de l'IDF et les écoles. Du temps est consacré à l'apprentissage des réalisations et de la vision sioniste de Theodor Herzl, et un symposium en mémoire de Theodor Herzl se tient à Jérusalem pour discuter des questions sionistes mondiales. La Knesset organise une session spéciale pour marquer la Journée Herzl.
Si la date hébraïque du 10 Iyar tombe un jour de Shabbat, la Journée Herzl est reportée au dimanche suivant.